# Graham River (Queen Charlotte Sound)
Der Graham River ist ein Fluss in der neuseeländischen Region Marlborough im Nordosten der Südinsel.

## Geographie
Der Fluss entspringt südöstlich des Mount McCormick und fließt zuerst nach Nordosten und Norden, knickt dann nach Westen ab und etwa 1 km weiter wieder Richtung Norden, wo er in die Whatamangō-Bucht im Süden des Queen Charlotte Sound mündet. Nahe der Mündung wird der Fluss durch die Underwood Road gequert, die von Waikawa im Westen kommend anschließend über eine Bergkette zum Te Whanganui / Port Underwood führt.

## Geschichte
Teile des Flusstals wurden in den 1950er Jahren als Wohnbaugebiete ausgewiesen, von denen einige im Jahr 2000 bebaut wurden. Aufgrund von Überflutungen in der Region im November 1994, im Juli 1998 und, wenn auch in kleinerem Ausmaß, im Mai 1995, setzte der Distriktrat von Marlborough Mindestbodenhöhen fest und legte einen Haftungsausschluss für Anwohner fest.
Unerwartet starker Regen sorgte am 17. Februar 2004 am Graham River für eine Sturzflut. Der Regen verursachte Überschwemmungen in den Wohnbaugebiete sowie den weiter westlich gelegenen Ortschaften Waikawa und Picton. Schätzungen zufolge ereignet sich eine Naturkatastrophe dieses Ausmaßes nur etwa alle 200 Jahre. Im Jahr 2005 kam es zu einer weiteren Überflutung. Der Distriktrat beschloss, Kies vom Oberlauf des Flusses zu entfernen, da der Kies während der Überflutung flussabwärts geschwemmt worden war, wo dieser die Kapazität des Flusslaufs beeinträchtigt hatte.